# Castelo do Piauí
Castelo do Piauí est une municipalité brésilienne située dans l'État du Piauí.